# Colonia Chupícuaro
Colonia Chupícuaro är en ort i Mexiko.   Den ligger i kommunen Cuitzeo och delstaten Michoacán de Ocampo, i den centrala delen av landet, 220 km väster om huvudstaden Mexico City. Colonia Chupícuaro ligger 1 841 meter över havet och antalet invånare är 182.
Terrängen runt Colonia Chupícuaro är platt åt sydost, men åt nordväst är den kuperad. Runt Colonia Chupícuaro är det ganska tätbefolkat, med 166 invånare per kvadratkilometer. Närmaste större samhälle är Uriangato, 10,7 km norr om Colonia Chupícuaro. I omgivningarna runt Colonia Chupícuaro växer huvudsakligen savannskog.